# Superbest (Adriano Celentano)
| Recensione | Giudizio |
| ---------- | -------- |
| AllMusic   | [ 1 ]    |

Superbest è una compilation di Adriano Celentano pubblicata nel 1992.

## Storia
Venne pubblicata  dall'etichetta discografica Clan Celentano di proprietà dello stesso artista, su doppio LP (catalogo CLAN 4509-91216-1), musicassetta (4509-91216-4) e su CD (4509-91216-2 oppure CLCD 360042).
Esistono varie ristampe (sempre distribuite dalla CGD, es. catalogo 4509-91827-2) con copertine leggermente diverse, raffiguranti Celentano vestito con lunghi stivali, sdraiato (fronte della copertina) o in piedi (retro); normalmente contengono anche i testi, gli autori e gli anni di pubblicazione delle canzoni.
Raggiunge la nona posizione nella classifica italiana degli album più venduti del 1992, risultando al 59º posto nelle vendite annuali.
L'edizione economica del 1996 di BMG Ricordi e Dischi Ricordi (catalogo 432 1 36004 2) ha copertina ancora differente: una fotografia di Celentano col cappello (fronte) e un'immagine del cappello stesso (retro). Questa ristampa contiene 20 brani, inserisce come terzo brano Il problema più importante e Chi non lavora non fa l'amore come tredicesimo; oltre a sostituire Svalutation con 30 donne del west.

## Brani
Nessun inedito è presente nella raccolta, né alcun singolo è stato estratto.
Sono incluse 4 versioni in italiano di brani in altre lingue già pubblicati da Celentano:
- Vivrò per lei
Cover di My Prayer: originale di Ray Eberle con la Glenn Miller Orchestra del 1939, versione più nota quella dei Platters (singolo del 1956).
- Pregherò
Cover di Stand by Me, singolo (1961) di Ben E. King, che è anche uno degli autori.
- Stai lontana da me
Cover di Tower of Strength, singolo e album omonimo (1961) di Gene McDaniels.
- Susanna
Cover di Suzanne, singolo (1983) dei VOF de Kunst (alias "The Art Company"), gruppo olandese specializzatosi successivamente in musica per bambini[5].

## Tracce
Gli autori del testo precedono i compositori della musica da cui sono separati con un trattino.
Il primo è l'anno di pubblicazione del singolo, il secondo quello dell'album; altrimenti coincidono.
1992 LP (doppio originale)
Lato A (durata 16:31): tracce 1-4
Lato B (durata 15:37): tracce 5-9
Lato C (durata 14:43): tracce 10-13
Lato D (durata 16:20): tracce 14-18
1992 CD
1. Il ragazzo della via Gluck – 4:16 (testo: Luciano Beretta, Miki Del Prete – musica: Adriano Celentano, Mariano Detto) – 1966 (in due album)
2. Il tuo bacio è come un rock – 2:01 (testo: Piero Vivarelli, Lucio Fulci – musica: Adriano Celentano, Ezio Leoni) – singolo: 1959 e 1962, 1960
3. Un albero di trenta piani – 4:04 (Adriano Celentano) – 1972
4. Mondo in MI 7ª – 6:11 (testo: Luciano Beretta, Miki Del Prete, Mogol – musica: Adriano Celentano, Mariano Detto) – 1966, 1969
5. Grazie, prego, scusi – 2:04 (testo: Miki Del Prete, Mogol – musica: Pino Massara) – 1963, album: 1965 e 1966
6. Azzurro – 3:43 (testo: Vito Pallavicini – musica: Paolo Conte, Michele Virano) – 1968
7. Soli – 4:05 (testo: Cristiano Minellono, Miki Del Prete – musica: Toto Cutugno) – 1979
8. Nata per me – 2:42 (testo: Miki Del Prete, Mogol – musica: Adricel, Mariano Detto) – 1961, 1963
9. Adriano Celentano e Claudia Mori – La coppia più bella del mondo – 3:04 (testo: Luciano Beretta, Miki Del Prete – musica: Paolo Conte, Michele Virano, Pino Massara) – 1967, 1968
10. Prisencolinensinainciusol – 3:52 (Adriano Celentano) – 1972, 1973
11. Svalutation – 3:07 (testo: Luciano Beretta, Vito Pallavicini, Adriano Celentano – musica: Gino Santercole) – 1976
12. Una carezza in un pugno – 2:58 (testo: Luciano Beretta, Miki Del Prete – musica: Gino Santercole, Nando De Luca) – 1968
13. Storia d'amore – 4:55 (testo: Luciano Beretta, Miki Del Prete – musica: Adriano Celentano, Nando De Luca) – 1969
14. Vivrò per lei (My Prayer) – 2:43 (testo: Umberto Bertini, Ettore Carrera – musica: Georges Boulanger) – 1986
15. Pregherò (Stand by Me) – 3:00 (testo: Don Backy – musica: Ben E. King, Elmo Glick[8]) – 1962, album: 1965 e 1966
16. Il tempo se ne va – 3:50 (testo: Cristiano Minellono, Claudia Mori – musica: Toto Cutugno) – 1980
17. Stai lontana da me (Tower of Strenght) – 2:13 (testo: Mogol – musica: Burt Bacharach) – 1962, album: 1965 e 1966
18. Susanna (Suzanne) – 4:47 (testo: Sergio Caputo, Miki Del Prete – musica: Caroline Bogman) – 1984

## Classifiche

### Classifiche settimanali
| Classifica (1993) | Posizione massima |
| ----------------- | ----------------- |
| Europa            | 85                |
| Italia            | 9                 |